# 279-й отдельный инженерный батальон
279-й отдельный инженерный батальон — воинское подразделение в вооружённых силах СССР во время Великой Отечественной войны.

## История
Переформирован из 279-го отдельного сапёрного батальона 07.02.1942 года.
В составе действующей армии с 07.02.1942 по 09.05.1945 года.
С момента формирования являлся инженерным батальоном 19-й армии, находился на оборонительных рубежах на кандалакшском направлении Карельского фронта, после проведения Свирско-Петрозаводской и Петсамо-Киркенесской операций остался там же, очевидно находился на оборонительных укреплениях по советско-финской границе а районе Алакуртти до конца войны.

### Подчинение
| Дата            | Фронт (округ)    | Армия                | Корпус | Примечания |
| --------------- | ---------------- | -------------------- | ------ | ---------- |
| 01.03.1942 года | Карельский фронт | 19-я армия           | -      | -          |
| 01.04.1942 года | Карельский фронт | 19-я армия           | -      | -          |
| 01.05.1942 года | Карельский фронт | 19-я армия           | -      | -          |
| 01.06.1942 года | Карельский фронт | 19-я армия           | -      | -          |
| 01.07.1942 года | Карельский фронт | 19-я армия           | -      | -          |
| 01.08.1942 года | Карельский фронт | 19-я армия           | -      | -          |
| 01.09.1942 года | Карельский фронт | 19-я армия           | -      | -          |
| 01.10.1942 года | Карельский фронт | 19-я армия           | -      | -          |
| 01.11.1942 года | Карельский фронт | 19-я армия           | -      | -          |
| 01.12.1942 года | Карельский фронт | 19-я армия           | -      | -          |
| 01.01.1943 года | Карельский фронт | 19-я армия           | -      | -          |
| 01.02.1943 года | Карельский фронт | 19-я армия           | -      | -          |
| 01.03.1943 года | Карельский фронт | 19-я армия           | -      | -          |
| 01.04.1943 года | Карельский фронт | 19-я армия           | -      | -          |
| 01.05.1943 года | Карельский фронт | 19-я армия           | -      | -          |
| 01.06.1943 года | Карельский фронт | 19-я армия           | -      | -          |
| 01.07.1943 года | Карельский фронт | 19-я армия           | -      | -          |
| 01.08.1943 года | Карельский фронт | 19-я армия           | -      | -          |
| 01.09.1943 года | Карельский фронт | 19-я армия           | -      | -          |
| 01.10.1943 года | Карельский фронт | 19-я армия           | -      | -          |
| 01.11.1943 года | Карельский фронт | 19-я армия           | -      | -          |
| 01.12.1943 года | Карельский фронт | 19-я армия           | -      | -          |
| 01.01.1944 года | Карельский фронт | 19-я армия           | -      | -          |
| 01.02.1944 года | Карельский фронт | 19-я армия           | -      | -          |
| 01.03.1944 года | Карельский фронт | 19-я армия           | -      | -          |
| 01.04.1944 года | Карельский фронт | 19-я армия           | -      | -          |
| 01.05.1944 года | Карельский фронт | 19-я армия           | -      | -          |
| 01.06.1944 года | Карельский фронт | 19-я армия           | -      | -          |
| 01.07.1944 года | Карельский фронт | 19-я армия           | -      | -          |
| 01.08.1944 года | Карельский фронт | 19-я армия           | -      | -          |
| 01.09.1944 года | Карельский фронт | 19-я армия           | -      | -          |
| 01.10.1944 года | Карельский фронт | 19-я армия           | -      | -          |
| 01.11.1944 года | Карельский фронт | 19-я армия           | -      | -          |
| 01.12.1944 года | -                | 14-я отдельная армия | -      | -          |
| 01.01.1945 года | -                | 14-я отдельная армия | -      | -          |
| 01.02.1945 года | -                | 14-я отдельная армия | -      | -          |
| 01.03.1945 года | -                | 14-я отдельная армия | -      | -          |
| 01.04.1945 года | -                | 14-я отдельная армия | -      | -          |
| 01.05.1945 года | -                | 14-я отдельная армия | -      | -          |

## Другие инженерно-сапёрные формирования с тем же номером
- 279-й отдельный сапёрный батальон
- 279-й отдельный инженерно-сапёрный батальон